# علم التشريح المقارن
التشريح المقارن هو العلم الذي يهتم بدراسة التشابه والاختلاف في تشريح المتعضيات.
تقسم المملكة الحيوانية بصورة عامة إلى ثلاث مجاميع رئيسية:
1. مجموعة اللافقريات البسيطة.
2. مجموعة اللافقريات المعقدة.
3. مجموعة الحبليات.

والحبليات هي مجموعة من الحيوانات التي تكيفت للمعيشة في بيئات مختلفة، مثل الأسماك التي تعيش في المياه، والطيور التي تطير في الهواء، والإنسان الذي تكيف للمعيشة على الجزء اليابس من الأرض.
تشترك الحبليات في وجود (الحبل الظهري)- ومن هنا جاءت تسميتها، والحبل الظهري عبارة عن تركيب أنبوبي مرن يمتد على الجانب الظهري، ووظيفة هذا التركيب هو الدعم والمساندة، يظهر الحبل الظهري أثناء التشكل الجيني ويستمر إلى ما بعد الولادة كما هو الحال في السيهم (الرميح)، أو قد يستبدل الحبل الظهري بما يسمى (العمود الفقري) كما في الفقريات.

## مميزات الحبليات
بالأضافة إلى صفة الحبل الظهري التي تمتاز بها الحبليات هناك مجموعة من الصفات التي تتميز بها وهي:
1. الحبل العصبي:
2. الجيوب الخيشومية
3. الاطراف الجانبية